# ريتنشوس
ريتنشوس (بالألمانية: Rettenschöss) هي بلدية في منطقة كوفشتاين في ولاية تيرول، النمسا.